# Popoudina
Popoudina is een geslacht van vlinders van de familie spinneruilen (Erebidae), uit de onderfamilie Arctiinae.

## Soorten
- P. aliena (Kiriakoff, 1954)
- P. brosi de Toulgoët, 1986
- P. dorsalis (Walker, 1855)
- P. griseipennis (Bartel, 1903)
- P. lemniscata (Distant, 1898)
- P. linea (Walker, 1855)
- P. pamphilia (Kiriakoff, 1958)